# Åneby (przystanek kolejowy)
Åneby – kolejowy przystanek osobowy w Åneby, w regionie Akershus w Norwegii, jest oddalony od Oslo Sentralstasjon o 27,73 km. Jest położony na wysokości 204,6 m n.p.m.

## Ruch pasażerski
Leży na linii Gjøvikbanen. Jest elementem  kolei aglomeracyjnej w Oslo - w systemie SKM ma numer  300.  Obsługuje Oslo Sentralstasjon, Gjøvik. Pociągi odjeżdżają w obu kierunkach co pół godziny; na przystanku nie zatrzymują się pociągi jadące do Gjøvik. 

## Obsługa pasażerów
Wiata, parking, autobus. Odprawa podróżnych odbywa się w pociągu.